# Lliscament bacterià
La motilitat per lliscament bacterià (en anglès: Gliding motility) és una forma de motilitat específica en apicomplexa que fa servir un gran complex de proteïnes al voltant de la superfície cel·lular.
El moviment de lliscament pot ser recte o helicoidal. En els organismes unicel·lulars la seva velocitat és generalment baixa, però pot arribar a 20 micres/segon.

El nom de moviment per lliscament també es pot aplicar al moviment d'insectes per sobre de l'aigua com els sabaters.